# Šarbov
Šarbov (in ungherese Sarbó) è un comune della Slovacchia facente parte del distretto di Svidník, nella regione di Prešov.